# Institutionele geschiedenis
Institutionele geschiedenis is een historische discipline die het ontstaan en de ontwikkeling van staatsinstellingen beschrijft. Daarbij gaat de aandacht uit naar de interne organisatie (functionarissen, vergaderingen), de competentie (pakket van bevoegdheden) en het territorium (gebied waar het gezag geldt). Vanwege de belangrijke rol van het recht maakt de institutionele geschiedenis tevens deel uit van de rechtsgeschiedenis.

## Centrale instellingen
- Bourgondische en Spaanse Nederlanden (1384-1572/81)
- Republiek der Zeven Verenigde Nederlanden (1572/79/88-1795)
- Bataafse Republiek (1795-1806)
- Koninkrijk Holland (1806-1810)
- Koninkrijk der Nederlanden (vanaf 1813/15)

## Regionale instellingen
- gouw
- landsheerlijkheid
- provincie
- waterschap
- hoogheemraadschap

## Lokale instellingen
- schoutambt
- ambachtsheerlijkheid
- gemeente